# Gazoduc trans-saharien
Le gazoduc trans-saharien (dit aussi NIGAL, pour Nigeria-Algérie), rencontré parfois sous le nom de Trans-Saharan Gas-Pipeline (TSGP), devrait relier à partir de 2027 le Nigeria à l'Algérie pour transporter du gaz naturel vers l'Europe.

## Histoire
L'idée d'un gazoduc reliant le Nigeria à l'Algérie a germé dans les années 1980, mais l'accord concrétisant la mise en œuvre du gazoduc Transsaharien n'a été signé que le 3 juillet 2009 par les gouvernements de l'Algérie, du Nigeria et du Niger. L'Europe est favorable à la construction de ce gazoduc dans lequel elle voit une source de diversification de ses fournisseurs en gaz. Le Russe Gazprom a exprimé le souhait de participer au développement du projet, mais l'Europe voit dans cette démarche une manœuvre de déstabilisation d'un concurrent dangereux. La NNPC et la Sonatrach ont en charge le projet. Chakib Khelil, ministre algérien de l’Énergie, affirme alors que les entités impliquées disposent des fonds nécessaires pour financer le développement du projet.
Le gazoduc traverse plusieurs zones alors instables et qui mettent en péril sa sécurité et donc sa fiabilité : Le delta du Niger est peuplé de militants sabotant régulièrement les infrastructures des multinationales du secteur de l'énergie, le nord du Niger est contrôlé par les rebelles Touarègues, et le sud désertique de l'Algérie est peuplé de groupes militants islamiques,. Dans la foulée de la signature de l'accord de développement du projet, le Mend s'est tout de suite engagé à saboter ce projet de gazoduc.
En juillet 2016, à l'occasion du 27e sommet ordinaire de l'Union africaine, le Nigéria réaffirme sa volonté d'engager le lancement du gazoduc Transsaharien, prévus d'être détenu à 90 % par Sonatrach et la NNPC, et à 10 % par la Compagnie nationale du pétrole du Niger.
En décembre 2016, constatant que le projet transsaharien ne se réalise pas, le roi du Maroc Mohammed VI prend les devants et signe avec le gouvernement du Nigéria une étude de faisabilité pour raccorder les deux pays en gaz à travers le gazoduc Nigéria-Maroc, en étendant le gazoduc déjà existant, le West African Gas Pipeline qui relie le Nigeria au Bénin,.
En 2019, en fin de mission, l'ambassadeur d'Algérie au Nigéria  a rendu une visite d'adieu au président nigérian. Ce dernier a évoqué le projet et exprimé son souhait de le voir aboutir. Il a appelé à une coopération accrue entre les deux pays dans le domaine énergétique « Dieu a doté le Nigeria et l’Algérie de ressources naturelles, en particulier de gaz et de pétrole et les deux pays n’ont d’autre choix que de coopérer ensemble », a déclaré Muhammadu Buhari. Le président nigérian a dit « attendre avec intérêt » la mise en place par les deux pays de projets de gazoducs, de fibre optique et de routes transatlantiques.
Le 22 septembre 2021, le ministre du pétrole de la république du Nigeria, Timipre Sylva, a annoncé que son pays allait entamer la construction d'un gazoduc pour transporter le gaz nigérian vers l'Algérie, qui à son tour l'exportera vers d'autres pays. Dans une interview à la chaîne CNBC Arabiya, M. Sylva a déclaré : « Nous avions l'intention de réaliser un gazoduc pour exporter du gaz nigérian depuis longtemps. Nous avons rencontré quelques difficultés à ce sujet, mais nous, au Nigeria, avons commencé la mise en œuvre de ce projet. »
Le 18 février 2022, une feuille de route est enfin approuvée par les représentants du Niger, de l'Algérie et du Nigéria. S'il s'agit d'un pas en avant selon les signataires, il demeure toujours un obstacle financier à franchir ainsi que la capacité à écarter les projets concurrents.
Le 28 juillet 2022, lors de la troisième réunion ministérielle tripartite tenue à Alger entre le Nigéria, le Niger et l'Algérie, un accord est enfin signé pour entériner le lancement du projet du TSGP. La signature de ce protocole d'accord a été motivée par la hausse des prix des hydrocarbures dans le monde depuis l'invasion de l'Ukraine par la Russie alors que l'Algérie fournit jusqu'ici 11 % du gaz naturel européen contre 47 % pour la Russie. Le « contexte géopolitique et énergétique particulier » de 2022 a donc poussé les trois pays à « aller de l'avant » selon Mohamed Arkab, le ministre algérien de l'énergie et des mines car l'Europe est particulièrement intéressée à l'idée de bénéficier du gaz naturel africain pour remplacer le russe.
Après le coup d'État de 2023 au Niger, plusieurs analystes pensent que le projet sera suspendu à cause de l'instabilité politique dans ce pays.
Le 11 février 2025, l'Algérie, le Nigeria et le Niger ont signé des accords pour accélérer la réalisation du gazoduc transsaharien. Le calendrier de réalisation et de livraison devrait être annoncé après une étude d'actualisation de la faisabilité.
Le gazoduc qui débouchera sur les côtes algériennes est déjà largement avancé de plus de 70% au Nigeria et autant en Algérie. Il ne reste à réaliser que la partie nigérienne qui sera probablement financée par les deux autres pays, plus riches.

## Description du projet
La longueur du gazoduc Transsaharien sera de 4 128 km et sa capacité annuelle de trente milliards de mètres cubes. Il partira de Warri au Nigeria et aboutira à Hassi R'Mel en Algérie en passant par le Niger. Il devrait permettre à l'Europe de diversifier ses sources d'approvisionnement en gaz naturel.